# 微管蛋白
微管蛋白（英語：Tubulin）是一类含有多个成员的蛋白质家族。其最常见的成员是α-微管蛋白和β-微管蛋白，它们是组成微管的主要成分。微管由α-微管蛋白和β-微管蛋白所形成的二聚体为单位聚集而成。细胞内微管蛋白的聚集程度会影响微管的长度，并进一步影响细胞形态。微管蛋白的分子量约为55kDa，为弱酸性蛋白质，等电点在5.2至5.8之间。微管蛋白和同属于运动性蛋白的肌动蛋白和肌球蛋白在一级结构上有许多相似性。
很长一段时间，微管蛋白被认为只存在于真核生物中；但近来，一种原核细胞分裂蛋白FtsZ被发现在进化上与微管蛋白有联系。

## α-微管蛋白和β-微管蛋白

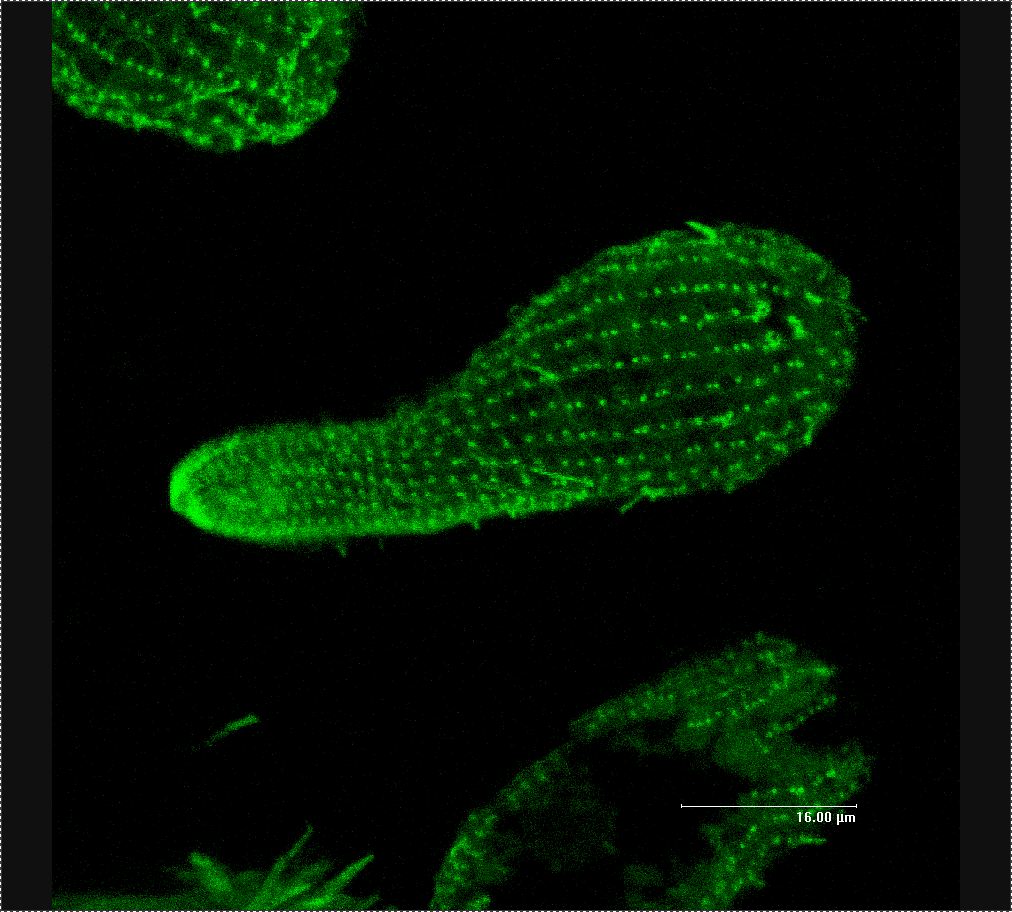
四膜蟲的β-微管蛋白

α-微管蛋白和β-微管蛋白是构成微管的主要成分。要形成微管，这两类蛋白质需要首先结合GTP，然后结合到微管的（+）端（延伸端）；在成为微管的一部分后，结合在微管蛋白上的GTP被水解成GDP。
虽然这两类蛋白质都可以结合GTP，但只有β-微管蛋白具有GTP酶活性；这就意味着只有β-微管蛋白可以将所结合的GTP水解为GDP，而α-微管蛋白则不行。微管蛋白二聚体中β-微管蛋白是结合GTP还是GDP会影响二聚体在微管中的稳定性。结合有GTP的二聚体趋向于形成微管，而结合GDP的二聚体则倾向于从微管中解离；因而这样一个GTP和GDP的循环就构成了微管的动态平衡。

## γ-微管蛋白
γ-微管蛋白对于微管的形成十分关键，它主要在微管的成核与方向极性上发挥作用。它被发现主要存在于中心粒和纺锤体上，而这些地方正是细胞中微管成核的主要场所。在这些细胞器中，多个γ-微管蛋白与其他蛋白质分子一道构成复合物，被称为γ-微管蛋白环复合物（γ-TuRC）；这一复合物可以模拟微管的（+）端，从而允许α-微管蛋白和β-微管蛋白二聚体结合上来。γ-微管蛋白也可以以二体形式被分离出来，而这种二聚体参与形成γ-微管蛋白小复合物（γTuSC）。γ-微管蛋白的成核作用是目前了解最清楚的微管成核机制；但利用突变和RNAi来抑制γ-微管蛋白的功能后发现，一些特定细胞可以适应缺少γ-微管蛋白的情况，提示还有其他微管成核机制存在。

## δ、ε、ζ和η-微管蛋白
与前三种微管蛋白不同的是，δ、ε、ζ和η这四种微管蛋白只存在于部分真核生物中；而且它们与前三种微管蛋白的进化距离较远。其中，δ和ε-微管蛋白定位于细胞的中心粒中。目前对它们功能尚无定论，可能参与了中心粒和基体的组装；δ和ε-微管蛋白还可能参与有丝分裂中纺锤体的形成。